# Crenicichla saxatilis
Crenicichla saxatilis, кільчастохвоста щука цихліда, є видом цихлід, що походить із Південної Америки. Він плаває в дренажах Атлантичного узбережжя Суринаму, Французької Гвіани, Гаяни, Венесуели та Тринідаду. Завдовжки цей вид сягає 20 см (7,9 дюйм).